# Eusebio da Veiga

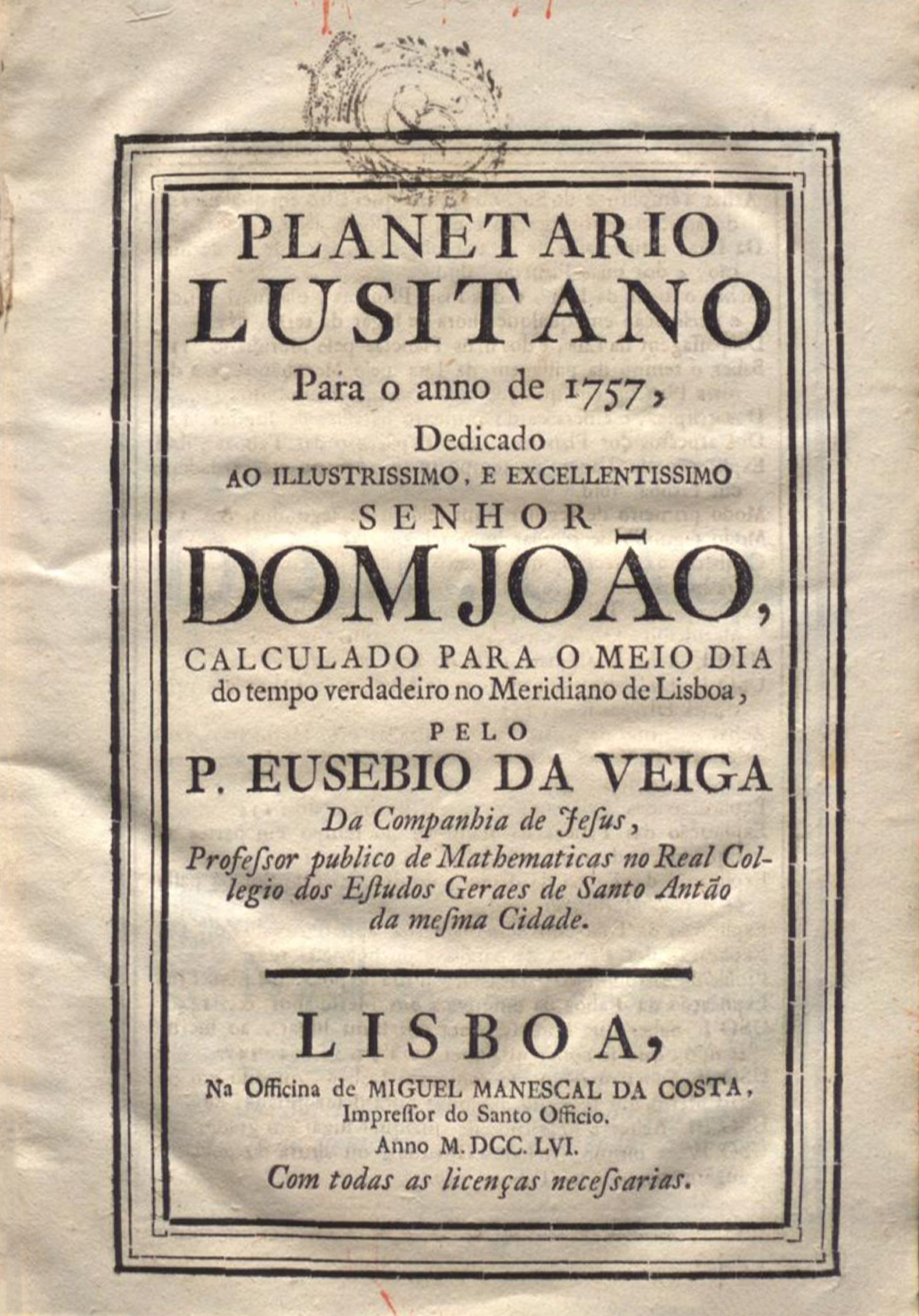
Planetario Lusitano, 1757

Eusebio da Veiga (Reveles, 1º giugno 1718 – Roma, 9 aprile 1798) è stato un gesuita, matematico e astronomo portoghese.

## Biografia
Nacque a Reveles, nella freguesia di Taveiro, nel concelho di Coimbra, da Manuel Rodrigues e Maria Ribeira da Veiga. Nel 1731 entrò nel noviziato della Compagnia di Gesù a Coimbra, dove fu ordinato nel 1748. Trasferitosi a Lisbona nel 1750 presso il collegio gesuitico di Sant'Antonio, fu professore di matematica, l'Aula da Esfera, dal 1752 al 1757, insegnando anche l'astronomia. Acquistò anche nuovi strumenti scientifici per l'osservatorio astronomico del collegio: un globo terrestre, due sfere armillari, due oculari di diciotto palmi e altri di dieci palmi, due pendoli, un orologio contatore, un quadrante astronomico inglese, un compasso, una bussola e una macchina pneumatica per gli esperimenti fisici dell'aria, con i quali fece osservazioni solari e lunari. Nel 1756 pubblicò il Planetario Lusitano, le prime effemeridi astronomiche in Portogallo. Il grande terremoto di Lisbona del 1º novembre 1755 distrusse parte del Collegio di Sant'Antonio e la specola di Eusebio da Veiga.
Nel 1759 i Gesuiti furono espulsi dal Portogallo ed Eusebio da Veiga con altri 16 gesuiti si imbarcò il 17 settembre per raggiungere lo Stato Pontificio, giungendo a Civitavecchia il 24 ottobre 1759. Nel 1784, fu nominato direttore della "Specula Caetani", l'osservatorio astronomico di Francesco Gaetani, duca di Sermoneta. Insieme ad Atanasio Cavalli pubblicò le Effemeridi romane. Morì il 9 aprile 1798, all'età di 80 anni, nell'ospedale di Sant'Antonio dei Portoghesi di Roma, essendo rettore dell'attigua chiesa.
Fu socio della Royal Society di Londra, dell'Accademia reale di Storia portoghese, dell'Accademia delle Scienze di Lisbona e socio corrispondente dell'Accademia delle Scienze di Parigi.

## Opere
- Eclipsis Partialis Lunae, observata Ulyssipone die vigesima septima martii anno 1755, Ulyssipone, ex Praelo Michaelis Manescal da Costa, 1755.
- (PT) Planetario lusitano para o anno 1757, dedicado ao illustrissimo, e excellentissimo senhor Dom João, calculado para o meio dia do tempo verdadeiro no meridiano de Lisboa, Lisboa, na officina de Miguel Menescal da Costa, 1756.
- (PT) Planetario Lusitano, explicado com problemas, e exemplos praticos para methor intelligencia do uso das efemerides, que para os annos futuros se publicão no planetario calculado : e com as regras necessarias para se poder usar delle não só em Lisboa, mas em qualquer meridiano, Dedicado Ao Illustrissimo, E Excellentissimo Senhor D. João, Lisboa, na Officina de Miguel Manescal Da Costa, 1758.
- (PT) Observatio Eclipsis Solaris Die 26 Octobris anni 1753, Habita Ulyssipone in Aula Sphaerae Regalis Collegii D. Antonii Magni, [Lisboa, 1758?].
- Effemeridi astronomiche per l'anno 1785, in Roma, presso Antonio Fulgoni, 1784.
- Tavole dell'Effemeridi astronomiche per l’anno... 1786-1798.
- Trigonometria sphaerica faciliore novoque methodo exposita, Romae, apud Antonium Fulgonium, 1795.

1. ↑   Lino, Raul. Silveira, Luís. Guerra, Luiz de Bivar., Documentos para a história da arte em Portugal, Fundaçao Calouste Gulbenkian, 1975,  pp. pp. 9-10, OCLC 634661514. URL consultato il 25 aprile 2019.
2. ↑  (PT) António Júlio de Faria Limpo Trigueiros, Eusébio da Veiga, o último professor da Aula da Esfera (PDF), collana Lusitania Sacra, 2015. URL consultato il 25 aprile 2019 (archiviato dall'url originale il 25 aprile 2019).
3. ↑   Buonanno, Roberto, Il cielo sopra Roma: I luoghi dell'astronomia, ISBN 9788847006720, OCLC 845217767. URL consultato il 25 aprile 2019.